# Уланов, Денис Александрович
Дени́с Алекса́ндрович Ула́нов (род. 28 октября 1993, Зыряновск, Восточно-Казахстанская область) — казахстанский тяжелоатлет. Бронзовый призёр Олимпиады-2016 в Рио-де-Жанейро, чемпион Азии-2016, чемпион Универсиады 2017. Заслуженный мастер спорта республики Казахстан .

## Достижения
- Чемпион Азии 2016 года (168+205=373)[2];
- Чемпион летней Универсиады 2017 в Тайбэе (Тайвань)[3]
- Кубок Президента Российской Федерации по тяжёлой атлетике 2015 года;
- Бронзовый призёр Олимпиады-2016 в Рио-де-Жанейро.

На Олимпийских играх 2016 года показал в 175 кг в рывке и 215 кг в толчке (сумма 390 кг), сравнявшись в сумме с Габриэлом Сынкрэяном. Однако его соперник оказался легче и поэтому стал бронзовым призёром Олимпиады, а Денис Уланов остался на 4-м месте. В декабре 2016 года румын был дисквалифицирован за применение допинга и бронзовая медаль официально перешла Денису Уланову. В ноябре 2018 года на чемпионате мира в Ашхабаде президент IWF Тамаш Аян вручил Уланову долгожданную награду